# SN 1991O
SN 1991O – supernowa typu Ia odkryta 18 marca 1991 roku w galaktyce A142439+6545. W momencie odkrycia miała maksymalną jasność 18,00m.